# Liste der Baudenkmäler in Hofheim in Unterfranken
Auf dieser Seite sind die Baudenkmäler in der unterfränkischen Stadt Hofheim in Unterfranken zusammengestellt. Diese Tabelle ist eine Teilliste der Liste der Baudenkmäler in Bayern. Grundlage ist die Bayerische Denkmalliste, die auf Basis des Bayerischen Denkmalschutzgesetzes vom 1. Oktober 1973 erstmals erstellt wurde und seither durch das Bayerische Landesamt für Denkmalpflege geführt wird. Die folgenden Angaben ersetzen nicht die rechtsverbindliche Auskunft der Denkmalschutzbehörde.

## Stadtbefestigung
Die mittelalterliche Stadtmauer hat ein Sandsteinmauerwerk aus Haustein und Bruchstein, mit Rundtürmen, und wurde 1984–86 restauriert. Teilbereiche sind erhalten in Bahnhofstraße 10/11 (Lage), Landgerichtsstraße 20/22 (Lage), Obere Sennigstraße (Lage), Obere Torstraße 14/15 (Lage), Poststraße (Lage), Philosophenweg (Lage), Sackgasse 4 (Lage), Schustergasse 10 (Lage), Untere Sennigstraße (Lage). Aktennummer: D-6-74-149-3.

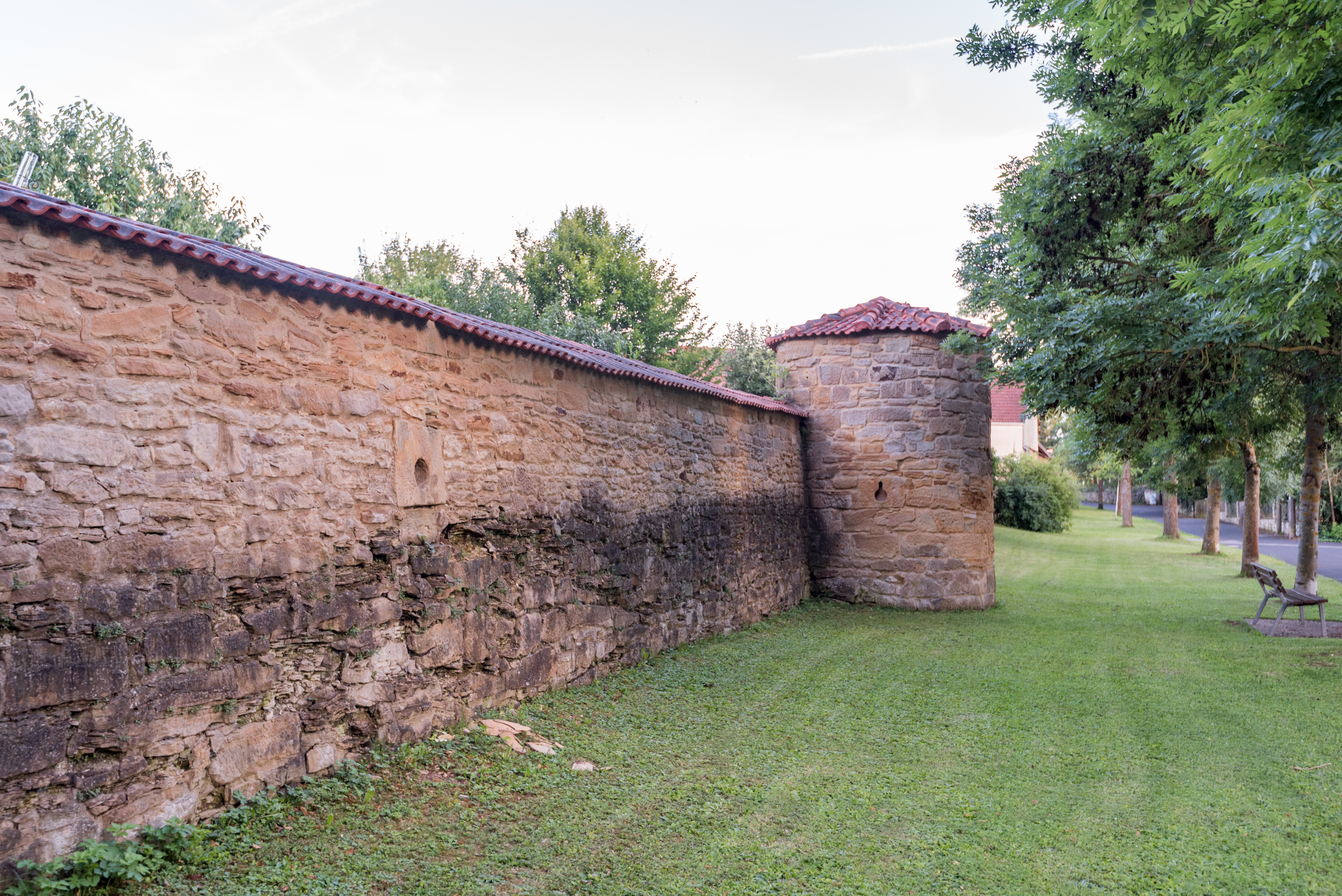
Stadtmauer am Philosophenweg
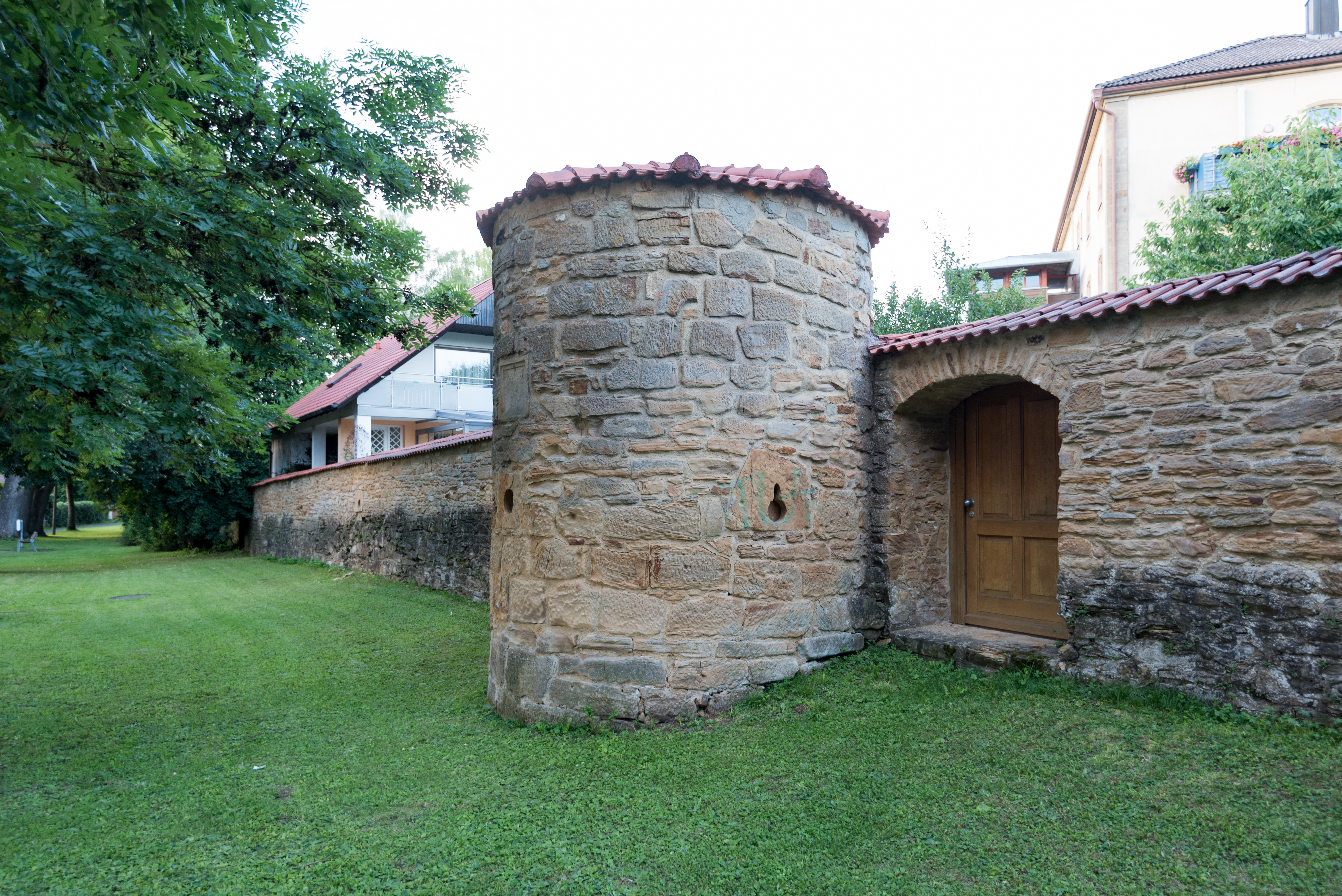
Stadtmauer am Philosophenweg mit Halbschalenturm
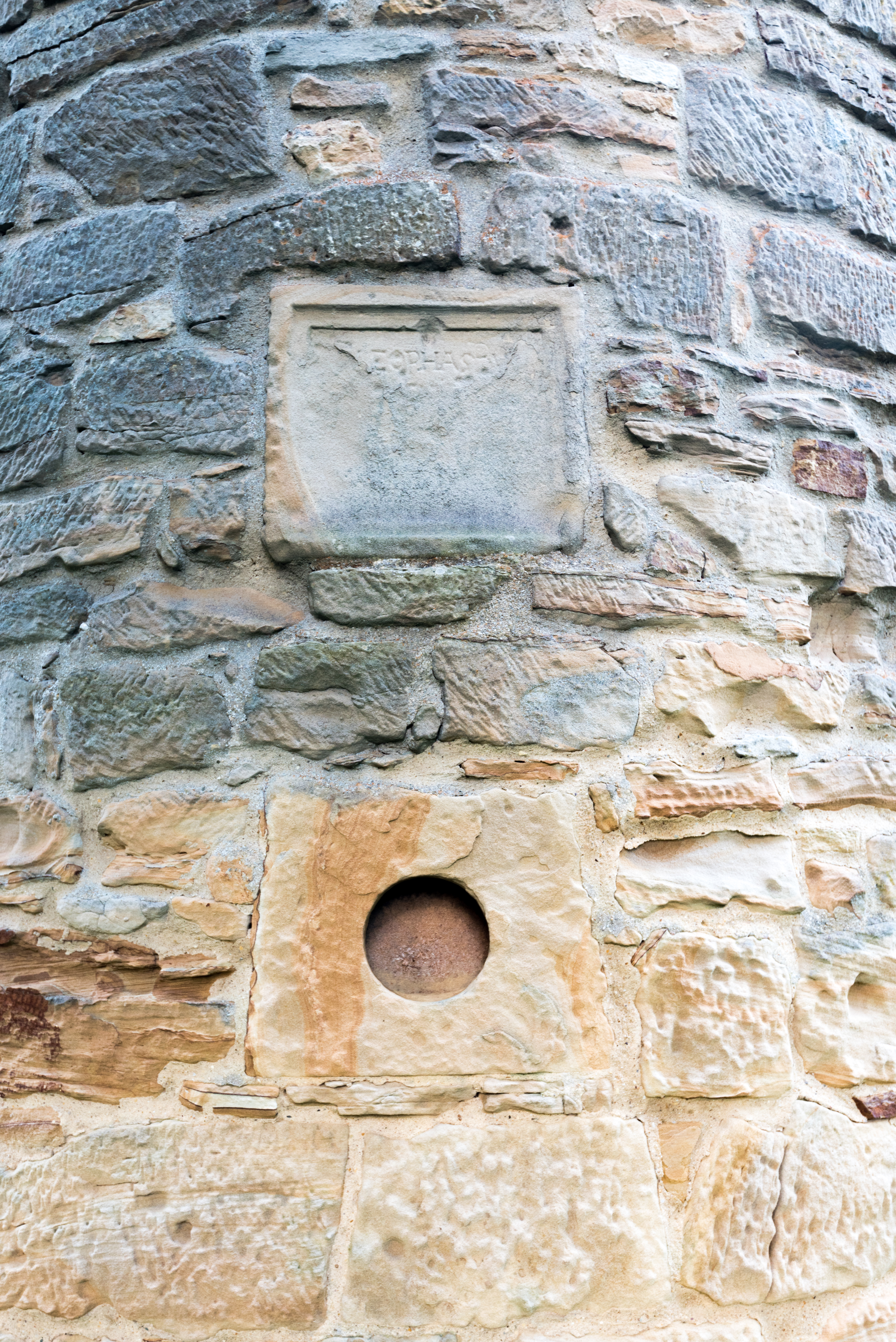
Detail am Halbschalenturm am Philosophenweg
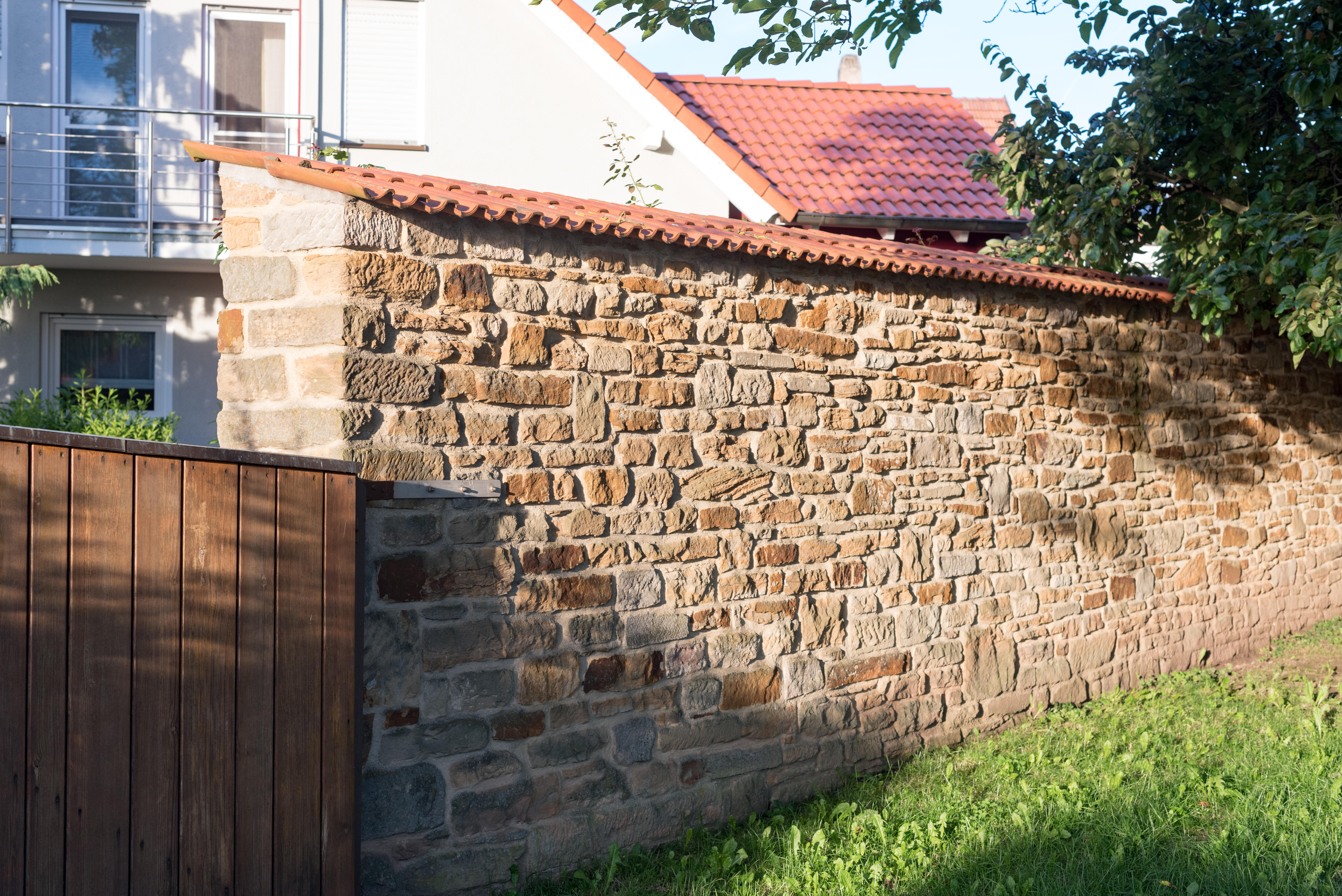
Stadtmauer in der Poststraße
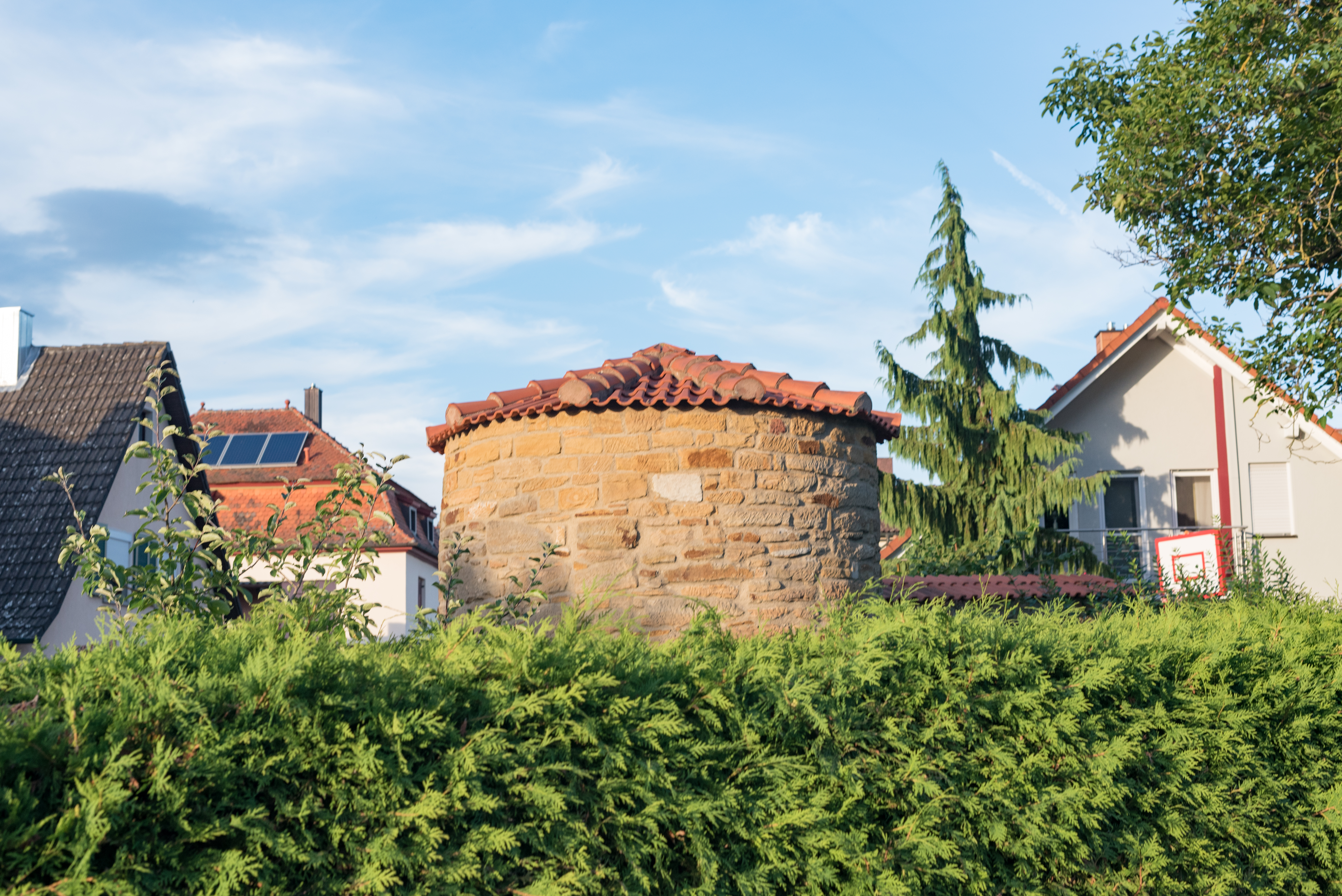
Halbschalenturm in der Poststraße

| Lage                               | Objekt           | Beschreibung                                                                                                | Akten-Nr.              | Bild           |
| ---------------------------------- | ---------------- | --- | ---------------------- | -------------- |
| Nähe Obere Sennigstraße (Standort) | Befestigungsturm | Rundturm der mittelalterlichen Stadtbefestigung, Sandsteinquadermauerwerk mit Zeltdach, spätmittelalterlich | D-6-74-149-28 Wikidata | weitere Bilder |

Alle drei Tore sind erhalten.

| Lage                             | Objekt      | Beschreibung | Akten-Nr.              | Bild           |
| -------------------------------- | ----------- | --- | ---------------------- | -------------- |
| Hauptstraße 31 (Standort)        | Kapellentor | Zweigeschossiges Torhaus mit Fachwerkobergeschoss und Walmdach, mit Wappen des Fürstbischofs Philipp von Greiffenclau, 1714 | D-6-74-149-11 Wikidata | weitere Bilder |
| Landgerichtsstraße 17 (Standort) | Unteres Tor | Zweigeschossiges Torhaus mit Fachwerkobergeschoss und Walmdach, 1713, spätere Veränderungen | D-6-74-149-21 Wikidata | weitere Bilder |
| Obere Torstraße 14 (Standort)    | Oberes Tor  | Unter Fürstbischof Philipp von Greiffenclau als zweigeschossiges Torhaus mit Fachwerkobergeschoss und Walmdach, Wagendurchfahrt 1715/16 umgebaut, moderne Veränderungen; älteres Wappen des Fürstbischofs Friedrich von Wirsberg, Sandstein | D-6-74-149-27 Wikidata | weitere Bilder |

## Baudenkmäler nach Ortsteilen

### Hofheim
| Lage                                                                     | Objekt                                                 | Beschreibung | Akten-Nr.               | Bild                                                   |
| ------------------------------------------------------------------------ | ------------------------------------------------------ | --- | ----------------------- | ------------------------------------------------------ |
| Bahnhofstraße (Standort)                                                 | Bildstock                                              | Halbrunde Nische mit Satteldach auf Mensa, Sandstein, Anfang 19. Jahrhundert | D-6-74-149-4 Wikidata   | weitere Bilder                                         |
| Bahnhofstraße 1 (Standort)                                               | Wohnhaus, ehemaliges Nebengebäude                      | Zweigeschossiges und giebelständiges Fachwerkhaus mit Halbwalmdach, das Erdgeschoss zur Garage umgebaut, spätes 18. Jahrhundert | D-6-74-149-6 Wikidata   | weitere Bilder                                         |
| Bahnhofstraße 4 (Standort)                                               | Wohnhaus                                               | Breitgelagerter zweigeschossiges Fachwerkhaus mit flachem Halbwalmdach Hofdurchfahrt mit Eckpfeilern in Sandstein und Zwerchhaus, 18./19. Jahrhundert; in weiten Teilen erneuert                                                                     | D-6-74-149-109 Wikidata | weitere Bilder                                         |
| Bahnhofstraße 6 (Standort)                                               | Wohnhaus                                               | Zweigeschossiges und giebelständiges Fachwerkhaus mit Satteldach, wohl 17. Jahrhundert | D-6-74-149-5 Wikidata   | weitere Bilder                                         |
| Eichelsdorfer Straße (Standort)                                          | Heilig-Kreuz-Kapelle                                   | Saalbau mit Walmdach, eingezogenem Chor und Dachreiter, Giebelfassade, Werksteingliederungen, 1719–23, Chor von 1601; mit Ausstattung | D-6-74-149-1 Wikidata   | weitere Bilder                                         |
| Eichelsdorfer Straße (vor der Heilig-Kreuz-Kapelle) (Standort)           | Figur des heiligen Johannes von Nepomuk                | Auf Sockel, Sandstein, 18. Jahrhundert | D-6-74-149-2 Wikidata   | weitere Bilder                                         |
| Grüne Marktstraße 1 (Standort)                                           | Wohnhaus                                               | Zweigeschossiges und traufständiges Mansardwalmdachhaus mit Fachwerkobergeschoss und mittlerer Tordurchfahrt, 18. Jahrhundert | D-6-74-149-8 Wikidata   | weitere Bilder                                         |
| Grüne Marktstraße 3 (Standort)                                           | Gasthaus zum goldenen Hirschen                         | Zweigeschossiger und traufständiger Satteldachbau mit Fachwerkobergeschoss und seitlicher Tordurchfahrt, Fachwerk 1706 (dendrochronologisch datiert)                                                                                                 | D-6-74-149-7 Wikidata   | weitere Bilder                                         |
| Grüne Marktstraße 3 (Standort)                                           | Gasthaus zum goldenen Hirschen, Wirtshausschild        | Klassizistisch | D-6-74-149-7 Wikidata   | weitere Bilder                                         |
| Hauptstraße 4, 6 (Standort)                                              | Hotel Fränkischer Hof                                  | Dreigeschossige Baugruppe, Zierfachwerkbau, 1685(i) – 1687(d), im Hof Hochlaube und später eingeschossiger Satteldachanbau in Fachwerk über hohem Kellergeschoss, 19. Jh.; Hoftor mit Pforte aus Sandstein, um 1600, Überbauung in Fachwerk, 1831(d) | D-6-74-149-9 Wikidata   | weitere Bilder                                         |
| Hauptstraße 12 (Standort)                                                | Wohn- und Geschäftshaus                                | Zweigeschossiges und giebelständiges Satteldach mit Fachwerkobergeschoss, 17./18. Jahrhundert, Erdgeschoss modern aufgezehrt | D-6-74-149-10 Wikidata  | weitere Bilder                                         |
| Hintere Kirchgasse 8 (Standort)                                          | Wohnhaus                                               | Zweigeschossiges Fachwerkhaus mit teilweise versteinertem Erdgeschoss, 17. Jahrhundert | D-6-74-149-110 Wikidata | weitere Bilder                                         |
| Kirchgasse 2 (Standort)                                                  | Relief der Kreuzabnahme, wohl ehemaliger Bildstockkopf | Sandstein, spätes 18. Jahrhundert | D-6-74-149-140 Wikidata | Relief der Kreuzabnahme, wohl ehemaliger Bildstockkopf |
| Kirchgasse 3 (Standort)                                                  | Fachwerkhaus, ehemaliges Doppelhaus                    | Zweigeschossiges und giebelständiges Fachwerkhaus mit Satteldach, traufseitiger Hochlaube und sogenannter Drücke, 1710 (dendrochronologisch datiert)                                                                                                 | D-6-74-149-13 Wikidata  | weitere Bilder                                         |
| Kirchgasse 3 (Standort)                                                  | Nebengebäude, schmale Scheune                          | Eingeschossig mit Fachwerk und Halbdach (auf der Südwestseite), und Fachwerkschuppen mit Halbdach (auf der Südostseite), 18./19. Jahrhundert | D-6-74-149-13 Wikidata  | weitere Bilder                                         |
| Kirchgasse 6 (Standort)                                                  | Wohnhaus                                               | Zweigeschossiger und giebelständiger Fachwerkbau mit Mansardwalmdach, 17./18. Jahrhundert | D-6-74-149-111 Wikidata | weitere Bilder                                         |
| Landgerichtsstraße 1 (Standort)                                          | Wohnhaus                                               | Zweigeschossiges und traufständiges Fachwerkhaus mit Satteldach und zweiläufige Freitreppe mit neugotischem Gitter, 1678 und 19. Jahrhundert | D-6-74-149-22 Wikidata  | weitere Bilder                                         |
| Landgerichtsstraße 6 (Standort)                                          | Wohnhaus                                               | Zweigeschossiges und traufständiges Fachwerkhaus mit Mansarddach, Wappentafel, bezeichnet „1748“ | D-6-74-149-14 Wikidata  | weitere Bilder                                         |
| Landgerichtsstraße 8 (Standort)                                          | Gasthof Krone                                          | Zweigeschossiges und traufständiges Fachwerkhaus mit Mansardwalmdach, 18. Jahrhundert | D-6-74-149-15 Wikidata  | weitere Bilder                                         |
| Landgerichtsstraße 12 (Standort)                                         | Landwirtschaftsamt, ehemaliges Amtsgerichtsgebäude     | Dreigeschossiges Flachwalmdachhaus mit Erdgeschoss-Bänderung und Gesimsteilung, klassizistisch, 1832/33, unter Beteiligung Leo von Klenzes | D-6-74-149-16 Wikidata  | weitere Bilder                                         |
| Landgerichtsstraße 16 (Standort)                                         | Wohnhaus                                               | Zweigeschossiges und giebelständiges Fachwerkhaus mit Satteldach, das Erdgeschoss modernisiert, 1704 | D-6-74-149-18 Wikidata  | weitere Bilder                                         |
| Landgerichtsstraße 18 (Standort)                                         | Wohnhaus                                               | Zweigeschossiges und giebelständiges Fachwerkhaus mit Satteldach, 18. Jahrhundert, Torbogen, Sandstein, bezeichnet „1712“ | D-6-74-149-19 Wikidata  | weitere Bilder                                         |
| Landgerichtsstraße 20 (Standort)                                         | Wohnhaus                                               | Zweigeschossiges und traufständiges Fachwerkhaus mit Satteldach, 1700 | D-6-74-149-20 Wikidata  | weitere Bilder                                         |
| Mühlhölzlein, an Weggabelung ca. 600 m südlich der Bettenburg (Standort) | Steinkreuz                                             | Lateinische Form, mit beschädigten Armen und Kopf, Sandstein, spätmittelalterlich | D-6-74-149-120 Wikidata | weitere Bilder                                         |
| Marktplatz 2 (Standort)                                                  | Apotheke, heute Häusergruppe, Eckhaus                  | Zweigeschossig mit Fachwerk und Halbwalmdach | D-6-74-149-24 Wikidata  | weitere Bilder                                         |
| Marktplatz 2 (Standort)                                                  | Apotheke, heute Häusergruppe, zweigeschossiges Gebäude | Anschließendes traufständiges und zweigeschossiges Satteldachhaus mit Fachwerkobergeschoss und Rundbogentoren | D-6-74-149-24 Wikidata  | weitere Bilder                                         |
| Marktplatz 2 (Standort)                                                  | Apotheke, heute Häusergruppe, Hausfigur                | Neugotische Muttergottes, Sandstein, um 1870 | D-6-74-149-24 Wikidata  | weitere Bilder                                         |
| Marktplatz 2 (Standort)                                                  | Apotheke, heute Häusergruppe, eingeschossiges Gebäude  | Eingeschossiges traufständiges Satteldachhaus mit Scheunenteil in Fachwerk, 16.–18. Jahrhundert, bezeichnet „1581“ | D-6-74-149-24 Wikidata  | weitere Bilder                                         |
| Marktplatz 3 (Standort)                                                  | Wohnhaus                                               | Zweigeschossiges und giebelständiges Steildachhaus mit Fachwerkobergeschoss, Fachwerkhaus, 17. Jahrhundert, Erdgeschoss von 1844 | D-6-74-149-12 Wikidata  | weitere Bilder                                         |
| Marktplatz 3 (Standort)                                                  | Hausfigur Maria Immaculata                             | Sandstein, neugotisch, um 1870 | D-6-74-149-12 Wikidata  | Hausfigur Maria Immaculata                             |
| Marktplatz 8 (Standort)                                                  | Katholische Stadtpfarrkirche St. Johannes der Täufer   | Spätgotische und flach gedeckte Saalkirche um 1520, Chorturm mit Pyramidendach und Treppenturm 1593 von Wolf Behringer, Barockisierung 1615 und 1739/40, regotisiert 1865 und purifiziert 1956; mit Ausstattung                                      | D-6-74-149-23 Wikidata  | weitere Bilder                                         |
| Obere Sennigstraße 4, Obere Sennigstraße 6 (Standort)                    | Verwaltungsgebäude, ehemaliges Bezirksamtsgebäude      | Dreigeschossiger Massivbau mit Walmdach und Mittelrisalit mit Volutengiebel und Werksteingliederungen, Neurenaissance, um 1900 | D-6-74-149-25 Wikidata  | weitere Bilder                                         |
| Obere Sennigstraße 17 (Standort)                                         | Bildnische                                             | Rundbogig, von Halbsäulen flankiert, Sandstein, Ende 19. Jahrhundert | D-6-74-149-143 Wikidata | Bildnische                                             |
| Obere Torstraße 6 (Standort)                                             | Wohnhaus in Ecklage                                    | Eingeschossiger Mansardhalbwalmdachbau mit zweigeschossigem Flügel, bezeichnet „1827“ | D-6-74-149-112 Wikidata | weitere Bilder                                         |
| Obere Torstraße 7 (Standort)                                             | Wohnhaus                                               | Zweigeschossiger und zweiteiliger Fachwerkbau in Ecklage, mit Mansardwalmdach, bezeichnet „1696“, nach Nordwesten mit eingeschossigem massiven Anbau mit Mansardwalmdach, um 1900                                                                    | D-6-74-149-113 Wikidata | weitere Bilder                                         |
| Obere Torstraße 10 (Standort)                                            | Wohnhaus                                               | Zweigeschossiges Fachwerkhaus mit Satteldach und teilweise versteinertem Erdgeschoss, Zierfachwerk, um 1725 | D-6-74-149-115 Wikidata | weitere Bilder                                         |
| Obere Torstraße 10 (Standort)                                            | Fachwerkschuppen ans Wohnhaus angebaut                 | Eingeschossig mit Satteldach, 18./19. Jahrhundert | D-6-74-149-115 Wikidata | weitere Bilder                                         |
| Rügheimer Straße (vor dem Oberen Tor beim Friedhof) (Standort)           | Bildstock                                              | Rundbogennische mit Frontsäulen auf Mensasockel, Sandstein, an der Rückwand Kreuz, Anfang 19. Jahrhundert | D-6-74-149-30 Wikidata  | weitere Bilder                                         |
| Sackgasse 1 (Standort)                                                   | Wohnhaus                                               | Zweigeschossiger und giebelständiger Fachwerkbau mit Satteldach, 17. Jahrhundert | D-6-74-149-114 Wikidata | weitere Bilder                                         |
| Untere Sennigstraße 8 (Standort)                                         | Wohnhaus                                               | Eingeschossiger und giebelständiger Fachwerkbau mit Satteldach, bezeichnet „1650“ | D-6-74-149-118 Wikidata | weitere Bilder                                         |

### Bettenburg
| Lage                                             | Objekt                                                         | Beschreibung | Akten-Nr.              | Bild           |
| ------------------------------------------------ | -------------------------------------------------------------- | --- | ---------------------- | -------------- |
| Bettenburg (Standort)                            | Englische Parkanlage mit Parkburgen und Denkmälern, jetzt Wald | Angelegt ab ca. 1790 | D-6-74-149-33 Wikidata | weitere Bilder |
| Bettenburg (Standort)                            | Totenkapelle                                                   | Gotisierende Kapelle mit Walmdach und polygonalem Schluss, überwölbte Vorhalle mit Satteldach; innen Gedenktafeln, nach 1790                                                | D-6-74-149-33 Wikidata | weitere Bilder |
| Bettenburg (Standort)                            | Denkmal                                                        | „Geschwisterliebe“, kannelierter konischer Säulenstumpf auf Sockel, mit Kugelaufsatz und Namensmedaillons, Sandstein, neoklassizistisch, erste Hälfte 19. Jahrhundert       | D-6-74-149-33 Wikidata | weitere Bilder |
| Bettenburg (Standort)                            | künstliche Ruine                                               | sogenannte Altenburg, Mauerzüge aus Bruchstein und Haustein, mit seitlichem Turmstumpf                                                                                      | D-6-74-149-33 Wikidata | weitere Bilder |
| Bettenburg, südlich vor der Altenburg (Standort) | Architekturteil                                                | Kranzgesimsstück | D-6-74-149-33 Wikidata | weitere Bilder |
| Bettenburg (Standort)                            | Wegsäule                                                       | Ornamentierter Hermenpfeiler auf Sockel, mit Würfelaufsatz, Sandstein, klassizistisch                                                                                       | D-6-74-149-33 Wikidata | weitere Bilder |
| Bettenburg (Standort)                            | „Minnesängerplatz“                                             | Sitznische Seiten- und Rückwand getreppt, mit Minnesängerrelief, Inschrift und Bänken, davor Steinbank, Sandstein, historisierend                                           | D-6-74-149-33 Wikidata | weitere Bilder |
| Bettenburg (Standort)                            | Denkmal                                                        | für Götz von Berlichingen und Franz von Sickingen, gotisierende Ädikula mit von Obelisken flankiertem Giebelaufsatz mit Büstenreliefs, Sandstein, bezeichnet 1793           | D-6-74-149-33 Wikidata | weitere Bilder |
| Bettenburg (Standort)                            | Denkmal                                                        | für Ulrich von Hutten, Sockel mit Obelisk unter Ädikula mit toskanischen Säulen und Treppengiebeln, Sandstein, nach 1790                                                    | D-6-74-149-33 Wikidata | weitere Bilder |
| Bettenburg (Standort)                            | Dichterhaus                                                    | Gotisierender Pavillon mit Walmdach, nach 1790; mit Ausstattung | D-6-74-149-33 Wikidata | weitere Bilder |
| Bettenburg, beim Schloss (Standort)              | Denkmal für Hirschfeld und Schwarzkopf                         | Sockel mit gekappter Säule, Sandstein, frühklassizistisch, 1789, von M. G. Knauer                                                                                           | D-6-74-149-32 Wikidata | weitere Bilder |
| Manau 22 (Standort)                              | Schloss Bettenburg                                             | Dreigeschossiger Massivbau mit Satteldach, Volutengiebeln und Werksteingliederungen, im Kern hochmittelalterlich, im 16./17. Jahrhundert umgebaut, Portal bezeichnet „1627“ | D-6-74-149-31 Wikidata | weitere Bilder |
| Manau 22 (Standort)                              | Ehemaliger Dienstbotenbau                                      | Zum Schlosshof traufständiger und eingeschossiger Massivbau mit steilem Satteldach, Schweifgiebeln und Werksteingliederungen, Sandstein, 17. Jahrhundert                    | D-6-74-149-31 Wikidata | BW             |

### Eichelsdorf
| Lage                                                    | Objekt                                                                            | Beschreibung | Akten-Nr.               | Bild                    |
| ------------------------------------------------------- | --------------------------------------------------------------------------------- | --- | ----------------------- | ----------------------- |
| Nähe Schloßstraße; hinter dem Kriegerdenkmal (Standort) | Ehemalige Nebengebäude des Schlosses                                              | Eingeschossiger und traufständiger massiver Satteldachbau mit Kellergewölben, diamantiertes Rundbogenportal, Sandstein, bezeichnet „1607“ | D-6-74-149-36 Wikidata  | weitere Bilder          |
| Eichelsdorf Nähe Schloßstraße                           | Steinkreuz                                                                        | Lateinische Form, ein Arm gekürzt, Sandstein, spätmittelalterlich | D-6-74-149-139 Wikidata | BW                      |
| Nähe Schloßstraße (Standort)                            | Evangelisch-lutherische Kirche St. Anna                                           | Saalbau mit eingezogenem Polygonalchor, Walmdach und Westturm mit Pyramidendach, nachgotisch, 1608, Renovierung 1725; mit Ausstattung | D-6-74-149-34 Wikidata  | weitere Bilder          |
| Schloßstraße 1 (Standort)                               | Ehemaliges Schloss, später Kloster St. Alfonsus, jetzt Rehabilitationseinrichtung | Dreiflügelanlage erbaut 1678, Entwurf und Ausführung des Schlossumbaus zum Amtshaus des hochstiftischen Amtes Rottenstein-Hofheim 1712–1718 von Joseph Greissing, zweigeschossige Dreiflügelanlage mit geohrten Fensterrahmungen, Mansardwalmdächern und zwei Rundtürmen mit Glockendach | D-6-74-149-35 Wikidata  | weitere Bilder          |
| Schloßstraße 1 (Standort)                               | Klosterkirche                                                                     | Zentralbau mit Treppenturm, Mansardwalmdach, Werksteingliederungen und zweisäuligem Portal, Neubarock, Sandstein, um 1913; mit Ausstattung | D-6-74-149-35 Wikidata  | BW                      |
| Schloßstraße 1 (Standort)                               | Ehemalige Zugangsbrücke                                                           | Zweibogige Steinbrücke mit Balusterbrüstungen und Torpfeilern mit Pilastergliederungen, Sandsteinquader, 1712–1718 im Zuge des Umbaus | D-6-74-149-35 Wikidata  | Ehemalige Zugangsbrücke |
| Schloßstraße 9 (Standort)                               | Wohnhaus                                                                          | Zweigeschossiger und giebelständiger Massivbau mit Satteldach und Staffelgiebeln, gotisierend, um 1850 | D-6-74-149-37 Wikidata  | weitere Bilder          |
| Schloßstraße 9 (Standort)                               | Scheune                                                                           | Zugehörig | D-6-74-149-37 Wikidata  | weitere Bilder          |

### Erlsdorf
| Lage                                 | Objekt                                           | Beschreibung | Akten-Nr.               | Bild           |
| ------------------------------------ | ------------------------------------------------ | --- | ----------------------- | -------------- |
| Erlsdorf 4, beim Friedhof (Standort) | Aussegnungshalle, ehemaliges Gemeindeschäferhaus | Eingeschossiger kleiner Satteldachbau in Sandsteinquadern, Anfang 19. Jahrhundert, im späteren 19. Jahrhundert zur Aussegnungshalle mit Dachreiter erweitert                      | D-6-74-149-121 Wikidata | weitere Bilder |
| Erlsdorf 6 (Standort)                | Wohnhaus                                         | Zweigeschossiges und giebelständiges Satteldachhaus mit Fachwerkobergeschoss, 1740                                                                                                | D-6-74-149-38 Wikidata  | weitere Bilder |
| Erlsdorf 8 (Standort)                | Wohnhaus                                         | Zweigeschossiges und giebelständiges Fachwerkhaus mit Satteldach, 1714 | D-6-74-149-39 Wikidata  | weitere Bilder |
| Erlsdorf 10 (Standort)               | Wohnhaus                                         | Zweigeschossiges und giebelständiges Fachwerkhaus mit steilem Satteldach, Portal 1881                                                                                             | D-6-74-149-40 Wikidata  | Wohnhaus       |
| Erlsdorf 12 (Standort)               | Wohnhaus                                         | Zweigeschossiges und giebelständiges Satteldachhaus mit Fachwerkobergeschoss und traufseitiger Laube, 18. Jahrhundert, Erdgeschoss und Laube wohl drittes Viertel 19. Jahrhundert | D-6-74-149-41 Wikidata  | weitere Bilder |

### Goßmannsdorf
Seit Dezember 2020 sind im Ortsteil Goßmannsdorf neue Straßennamen zu berücksichtigen. Bitte beachten, dass sich auch die Hausnummern geändert haben. Die alten Straßennamen sind in Klammern angegeben.

| Lage                                                                                       | Objekt                                  | Beschreibung | Akten-Nr.               | Bild |
| ------------------------------------------------------------------------------------------ | --------------------------------------- | --- | ----------------------- | --- |
| An der Kirchenburg 25 (Hauptstr. 55) (Standort)                                            | Wohnhaus                                | Zweigeschossiges Eckhaus mit Mansardwalmdach und Freitreppe mit Balustrade in Sandstein, barockisierend, 18. Jahrhundert, bezeichnet 1911; mit Ausstattung | D-6-74-149-49 Wikidata  | weitere Bilder |
| Dorfstraße 29 (Hauptstr. 95) (Standort)                                                    | Ehemalige Forstdienststelle             | Heute Wohnhaus, zweigeschossiger Mansardwalmdachbau mit Fachwerkobergeschoss, um 1800, hofseitiges Fachwerk um 1900 erneuert                               | D-6-74-149-50 Wikidata  | weitere Bilder |
| Dorfstraße 29 (Hauptstr. 95) (Standort)                                                    | Ökonomie                                | Mit Hofdurchfahrt, eingeschossiger Satteldachbau, um 1900                                                                                                  | D-6-74-149-50 Wikidata  | [[Vorlage:Bilderwunsch/code!/C:50.1349,10.56203!/D:Dorfstraße 29 (Hauptstr. 95) , Ökonomie!/\|BW]]                |
| Dorfstraße 35 (Hauptstr. 98) (Standort)                                                    | Wohnhaus, ehemaliger Gasthof zum Schwan | Zweigeschossiger und langgestreckter traufständiger Satteldachbau, Fachwerkobergeschoss mit Tanzsälen, um 1730                                             | D-6-74-149-51 Wikidata  | weitere Bilder |
| Dorfstraße 35 (Hauptstr. 98) (Standort)                                                    | Wirtshausschild                         | Klassizistisch, bezeichnet „1791“ | D-6-74-149-51 Wikidata  | weitere Bilder |
| Dorfstraße 37 (Hauptstr. 99) (Standort)                                                    | Wohnhaus                                | Eingeschossiger und giebelständiger Satteldachbau mit Fachwerkgiebel des 17. Jahrhunderts                                                                  | D-6-74-149-52 Wikidata  | Wohnhaus |
| Dorfstraße ?(Hauptstr. 102) (Standort)                                                     | Wirtshausschild                         | Schmiedeeisen mit Doppeladler, Rokokoklassizismus, um 1800                                                                                                 | D-6-74-149-53 Wikidata  | Wirtshausschild                                                                                                   |
| Dorfstraße 49; Ostheimer Weg (Standort)                                                    | Kreuzschlepper                          | Sandsteinfigur auf profiliertem Sockel mit Kranzmedaillon, spätes 18. Jahrhundert                                                                          | D-6-74-149-54 Wikidata  | Kreuzschlepper |
| Dorfstraße; Ostheimer Weg, an der Abzweigung zur Sulzenmühle (Standort)                    | Bildstock                               | Säule auf gebauchtem Inschriftsockel, Aufsatz in Bassgeigenform mit Kreuzigungsrelief, bezeichnet „1796“                                                   | D-6-74-149-57 Wikidata  | Bildstock |
| Mittel-Gewend, an der Straße nach Hofheim (Standort)                                       | Kreuzschlepper                          | Auf ornamentiertem Inschriftsockel, Sandstein, bezeichnet „1744“                                                                                           | D-6-74-149-58 Wikidata  | Kreuzschlepper |
| Nähe An der Kirchenburg (vormals Pfarrgasse), unterhalb der Kirche (Standort)              | Schmerzensmann                          | Sandsteinfigur auf Rocaillesockel, um 1800 | D-6-74-149-43 Wikidata  | Schmerzensmann |
| An der Kirchenburg (Pfarrgasse) (Standort)                                                 | Brunnen                                 | Gusseiserner Pumpbrunnen in Vasenform, mit Zeltdachüberbau auf vier Holzsäulen, barockisierend, zweite Hälfte 19. Jahrhundert                              | D-6-74-149-56 Wikidata  | Brunnen |
| An der Kirchenburg, bei der Kirche (Pfarrgasse) (Standort)                                 | Bildstock                               | Säule auf Sockel, Aufsatz mit Kreuzigung und Schmerzensmann, Sandstein, Anfang 18. Jahrhundert                                                             | D-6-74-149-44 Wikidata  | Bildstock |
| An der Kirchenburg 13 (Pfarrgasse 46) (Standort)                                           | Wohnhaus, ehemaliges Vogteihaus         | Zweigeschossiger und traufständiger Schopfwalmdachbau mit Fachwerkobergeschoss, 1595                                                                       | D-6-74-149-47 Wikidata  | weitere Bilder |
| An der Kirchenburg 6 (Pfarrgasse 48 1/2) (Standort)                                        | Katholische Pfarrkirche St. Margaretha  | Saalbau mit eingezogenem Chor, Volutengiebel, Werksteingliederungen und Flankenturm, Turm im Kern frühgotisch, Schiff 1716; mit Ausstattung                | D-6-74-149-42 Wikidata  | weitere Bilder |
| An der Kirchenburg 6 (Pfarrgasse 48 1/2) (Standort)                                        | Kirchhofbefestigung                     | Ringmauer mit Türmen und spitzbogigem Zugangstor, Bruchstein und Haustein, Anlage des 14./15. Jahrhunderts                                                 | D-6-74-149-42 Wikidata  | Kirchhofbefestigung                                                                                               |
| An der Kirchenburg 6 (Pfarrgasse 48 1/2) (Standort)                                        | Grabsteine                              | Grabsteine des 19. bis frühen 20. Jahrhunderts im Süden des Kirchhofs                                                                                      | D-6-74-149-42           | [[Vorlage:Bilderwunsch/code!/C:50.13434,10.56125!/D:An der Kirchenburg 6 (Pfarrgasse 48 1/2) , Grabsteine!/\|BW]] |
| An der Kirchenburg 21 (Pfarrgasse 50) (Standort)                                           | Bauernhof, Dreiseitanlage; Bauernhaus   | Zweigeschossiges und giebelständiges verputztes Fachwerkhaus mit Speicherluke; 17.–18. Jahrhundert, Türrahmung bezeichnet „1790“                           | D-6-74-149-48 Wikidata  | Bauernhof, Dreiseitanlage; Bauernhaus                                                                             |
| An der Kirchenburg 21 (Pfarrgasse 50) (Standort)                                           | Bauernhof, Hofmauer und Hofeinfahrt     | Rustizierte Torpfeiler mit Kugelaufsätzen, Sandstein, um 1790                                                                                              | D-6-74-149-48 Wikidata  | Bauernhof, Hofmauer und Hofeinfahrt                                                                               |
| Rehsalm; auf der Goßmannsdorfer Höhe westl. des Ortes an der Kreisstraße HAS 46 (Standort) | Wegkreuz                                | Kruzifix im Dreinageltypus, Holz, gotisierend, 1942 | D-6-74-149-136 Wikidata | Wegkreuz |
| Von Goßmannsdorf nach Manau; Weg nach Eichelsdorf (Standort)                               | Bildstock                               | In Pfeilerform, mit Reliefs der Kreuzigung, Kreuztragung, Schmerzensmann und Beweinung, und kreuzförmiger Verdachung, Sandstein, 15. Jahrhundert           | D-6-74-149-59 Wikidata  | Bildstock |
| Zimmerau, Weg zur Sulzenmühle (Standort)                                                   | Bildstock                               | Säule mit Tabernakelaufsatz und Relief der Heiligen Familie, auf altarähnlichem Unterbau, Sandstein, 17./18. Jahrhundert                                   | D-6-74-149-55 Wikidata  | Bildstock |

### Hessenmühle
| Lage                     | Objekt                      | Beschreibung                                                             | Akten-Nr.              | Bild |
| ------------------------ | --------------------------- | ------------------------------------------------------------------------ | ---------------------- | ---- |
| Hessenmühle 1 (Standort) | Mühlanwesen, Mühle          | Eingeschossiger Fachwerkbau mit Satteldach, bezeichnet „1713“ und „1714“ | D-6-74-149-60 Wikidata | BW   |
| Hessenmühle 1 (Standort) | Mühlanwesen, jüngerer Anbau | Eingeschossig, mit Satteldach, bezeichnet „1879“                         | D-6-74-149-60 Wikidata | BW   |

### Lendershausen
| Lage                                       | Objekt                                               | Beschreibung | Akten-Nr.              | Bild           |
| ------------------------------------------ | ---------------------------------------------------- | --- | ---------------------- | -------------- |
| Badersgasse 2 (Standort)                   | Dreiseithof                                          | Zweigeschossiges und giebelständiges Fachwerkhaus mit Satteldach, Laube und giebelseitiger Verschieferung                                                                                | D-6-74-149-69 Wikidata | weitere Bilder |
| Badersgasse 2 (Standort)                   | Dreiseithof, Hoftor                                  | Rustizierte Pfeiler mit Kugelaufsätzen, Fußgängerpforte mit Giebelverdachungen, 19. Jahrhundert                                                                                          | D-6-74-149-69 Wikidata | weitere Bilder |
| Badersgasse 2 (Standort)                   | Dreiseithof, Nebengebäude, Scheune                   | Mit Satteldach, auf der Südostseite zweigeschossiger Fachwerkbau mit Wohngeschoss, Fachwerk mit Krüppelwalmdach, 18./19. Jahrhundert                                                     | D-6-74-149-69 Wikidata | weitere Bilder |
| Badersgasse 3 (Standort)                   | Wohnhaus                                             | Eingeschossiges und traufständiges Fachwerkhaus auf Kellersockel, mit Satteldach, erste Hälfte 19. Jahrhundert                                                                           | D-6-74-149-68 Wikidata | weitere Bilder |
| Badersgasse 3 (Standort)                   | Zugehörige Scheune und Hoftorpfeiler                 | | D-6-74-149-68 Wikidata | weitere Bilder |
| Brauhausstraße 1 (Standort)                | Wohnhaus                                             | Zweigeschossiges und traufständiges Satteldachhaus mit Fachwerkobergeschoss und rundbogiger Wagendurchfahrt, 17./18. Jahrhundert                                                         | D-6-74-149-65 Wikidata | weitere Bilder |
| Hofheimer Straße 5 (Standort)              | Wohnhaus                                             | Dreiflügeliger, zweigeschossiger und traufständiger Krüppelwalmdachbau mit Fachwerkobergeschoss und Wageneinfahrt, Eckquaderung und geohrten Fensterrahmen, bezeichnet „1798“ und „1799“ | D-6-74-149-74 Wikidata | weitere Bilder |
| Hofheimer Straße 6 (Standort)              | Wohnhaus                                             | Zweigeschossiger und giebelständiger Satteldachbau mit Fachwerkobergeschoss und geohrten Fensterrahmen, spätes 18. Jahrhundert                                                           | D-6-74-149-73 Wikidata | weitere Bilder |
| Hofheimer Straße 9 (Standort)              | Bauernhaus                                           | Zweigeschossiger und giebelständiger Halbwalmdachbau mit Fachwerkobergeschoss, Portal bezeichnet „1798“                                                                                  | D-6-74-149-75 Wikidata | weitere Bilder |
| Hofheimer Straße 11 (Standort)             | Wohnhaus                                             | Zweigeschossiges und traufständiges Krüppelwalmdachhaus mit Fachwerkobergeschoss, Erdgeschoss mit Eckquaderung und geohrten Fensterrahmungen, bezeichnet „1813“                          | D-6-74-149-76 Wikidata | weitere Bilder |
| Hofheimer Straße 14 (Standort)             | Hoftor mit Fußgängerpforte                           | Spiegelpfeiler mit profilierten Kämpfern, Pforte mit geradem Sturz und Schultersteinen, Aufsätze, Sandstein, spätklassizistisch, um 1800                                                 | D-6-74-149-63 Wikidata | weitere Bilder |
| Hofheimer Straße 17 (Standort)             | Wohnhaus                                             | Zweigeschossiger und traufständiger Satteldachbau mit Fachwerkhaus, Erdgeschoss mit geohrten Fensterrahmen und Eckquaderung, bezeichnet „1773“, Fachwerk 19. Jahrhundert                 | D-6-74-149-77 Wikidata | weitere Bilder |
| Kirchplatz 2 (Standort)                    | Wohnhaus                                             | Zweigeschossiges und giebelständiges Satteldachhaus mit Fachwerkgiebel des 17. Jahrhunderts                                                                                              | D-6-74-149-72 Wikidata | weitere Bilder |
| Kirchplatz 3 (Standort)                    | Wohnhaus                                             | Zweigeschossiges und traufständiges Satteldachhaus mit Fachwerkobergeschoss und Wageneinfahrt, 17./18. Jahrhundert                                                                       | D-6-74-149-71 Wikidata | weitere Bilder |
| Kirchplatz 7 (Standort)                    | Wohnhaus                                             | Zweigeschossiges und giebelständiges Satteldachhaus mit Fachwerkobergeschoss, 18. Jahrhundert                                                                                            | D-6-74-149-67 Wikidata | weitere Bilder |
| Nähe Kirchplatz, vor der Kirche (Standort) | Brunnen                                              | Stockbrunnen mit achteckigem Becken und gusseisernen Inschrifttafeln, Sandstein, neugotisch, 1871/72                                                                                     | D-6-74-149-62 Wikidata | weitere Bilder |
| Nähe Kirchplatz (Standort)                 | Evangelisch-lutherische Pfarrkirche Sankt Laurentius | Saalbau mit gerundetem Abschluss, Walmdach und Chorturm mit Zwiebelhaube, 1808–55, gotischer Turm 1810 erhöht, 1907 restauriert; mit Ausstattung                                         | D-6-74-149-61 Wikidata | weitere Bilder |
| Weihergasse 5 (Standort)                   | Wohnhaus                                             | Zweigeschossiges und giebelständiges Halbmansarddachhaus mit Fachwerkobergeschoss, Erdgeschoss mit geohrten Fensterrahmen und Eckquaderung, bezeichnet „1812“                            | D-6-74-149-70 Wikidata | weitere Bilder |

### Manau
| Lage                | Objekt                              | Beschreibung                                                                                                 | Akten-Nr.               | Bild           |
| ------------------- | ----------------------------------- | --- | ----------------------- | -------------- |
| In Manau (Standort) | Obelisk                             | Auf Stufensockel mit Inschrift, Sandstein und schwarzer Marmor, um 1918                                      | D-6-74-149-134 Wikidata | weitere Bilder |
| Manau 5 (Standort)  | Pfarrhaus                           | Zweigeschossiger Walmdachbau, um 1925                                                                        | D-6-74-149-133 Wikidata | weitere Bilder |
| Manau 5 (Standort)  | Evangelisch-lutherische Pfarrkirche | Saalbau mit Satteldach, Langhaus 1608, eingezogener Chor im Ostturm mit Pyramidendach, 1807; mit Ausstattung | D-6-74-149-78 Wikidata  | weitere Bilder |
| Manau 6 (Standort)  | Wohnhaus                            | Eingeschossiger und giebelständiger Fachwerkbau mit Satteldach, 1801                                         | D-6-74-149-79 Wikidata  | weitere Bilder |
| Manau 7 (Standort)  | Wohnhaus                            | Eingeschossiges und giebelständiges Fachwerkhaus, 1801                                                       | D-6-74-149-80 Wikidata  | weitere Bilder |

### Ostheim
| Lage                                                    | Objekt                                             | Beschreibung | Akten-Nr.               | Bild           |
| ------------------------------------------------------- | -------------------------------------------------- | --- | ----------------------- | -------------- |
| An der Aurach, Bannfeldergasse, Marktstraße (Standort)  | Bildstock                                          | Sockel mit gedrungener Säule, Aufsatz mit Reliefs der Kreuzigung, des Auferstandenen und der Heiligen Petrus und Paulus, Sandstein, bezeichnet „1710“                                                                              | D-6-74-149-141 Wikidata | weitere Bilder |
| An der Kapelle (Standort)                               | Katholische Kapelle zur Schmerzhaften Muttergottes | Saalbau mit polygonalem Chor und Dachreiter mit Spitzhelm, nachgotisch, bezeichnet „1675“, später verlängert; mit Ausstattung | D-6-74-149-82 Wikidata  | weitere Bilder |
| Gartenstraße; an der Straße nach Junkersdorf (Standort) | Bildstock                                          | Über Mensa mit Stufenpodest rundbogiges Gehäuse, Sandstein, historistisch, 19. Jahrhundert | D-6-74-149-85 Wikidata  | weitere Bilder |
| Marktstraße 1 (Standort)                                | Wohnhaus, ehemaliges Wirtshaus zum Wilden Mann     | Zweigeschossiger und zur Marktstraße giebelständiger Eckbau mit Halbwalmdach und Fachwerkflügel mit Toreinfahrt und Satteldach, Rokokoholzreliefs (Maria und heiliger Josef mit Kind), zweite Hälfte 18. Jahrhundert               | D-6-74-149-83 Wikidata  | weitere Bilder |
| Marktstraße 3 (Standort)                                | Hoftor                                             | Pfeiler mit profiliertem Kämpfer, Gebälk und Aufsätzen, Sandstein, klassizistisch, bezeichnet „1836“ | D-6-74-149-124 Wikidata | weitere Bilder |
| Marktstraße 5 (Standort)                                | Rathaus                                            | Zweigeschossiger und giebelständiger Satteldachbau mit Fachwerkobergeschoss, 1741, älteres geschnitztes Wappen | D-6-74-149-84 Wikidata  | weitere Bilder |
| Marktstraße 5 (Standort)                                | Nebengebäude                                       | Im Winkel stehend, an das Haupthaus anschließend Stall und Scheune mit Fachwerkobergeschoss und Satteldach, im Nordwesten Scheune mit Sockel aus Haustein und Bruchstein, Fachwerkobergeschoss und Satteldach, 18./19. Jahrhundert | D-6-74-149-84 Wikidata  | weitere Bilder |
| Nähe Marktstraße (Standort)                             | Katholische Filialkirche St. Nikolaus              | Saalbau mit Volutengiebel, eingezogenem Chor und Flankenturm mit Zwiebelhaube und Laterne, Werksteingliederungen, Turm 1678/79, Langhaus und Chor 1725/26, von Johann Georg Bierdümpfel; mit Ausstattung                           | D-6-74-149-81 Wikidata  | weitere Bilder |
| Ostheimer Hauptstraße 8 (Standort)                      | Hoftor                                             | Ornamentierte Pfeiler mit Profilkämpfern und Kartuschen, Sandstein, historistisch, bezeichnet „1872“ | D-6-74-149-123 Wikidata | weitere Bilder |
| Schillingsgasse 2 (Standort)                            | Hoftor                                             | Ornamentierte Pfeiler mit Profilgebälk, Kartusche und Kämpfer, Sandstein, spätklassizistisch, bezeichnet „1872“ | D-6-74-149-125 Wikidata | Hoftor         |
| Schütt; an der Straße nach Hofheim (Standort)           | Wegkreuz                                           | Dreinageltypus auf Mensasockel, Rundbogenstil, 1877 | D-6-74-149-135 Wikidata | Wegkreuz       |
| Schweizer Straße 1 (Standort)                           | Hoftor                                             | Pfeiler mit Kämpfer, Fußgängertor mit geschwungenem Rahmen und Kartusche, Sandstein, Rokokoklassizismus, bezeichnet „1805“ | D-6-74-149-122 Wikidata | weitere Bilder |

### Reckertshausen
| Lage                                                                                         | Objekt                                | Beschreibung | Akten-Nr.               | Bild           |
| -------------------------------------------------------------------------------------------- | ------------------------------------- | --- | ----------------------- | -------------- |
| Hauptstraße, vor Mühlleite 1 (Standort)                                                      | Bildstock                             | Säule auf gebauchtem Sockel, Aufsatz mit Reliefs, Jesuskind mit den Vierzehn Heiligen, Jesus mit dem Kreuz und hl. Georg, Sandstein, hochbarock, bezeichnet 1680                | D-6-74-149-142 Wikidata | weitere Bilder |
| Nähe Hauptstraße (Standort)                                                                  | Katholische Filialkirche St. Wendelin | Giebelständiger Saalbau mit eingezogenem Chor, Walmdach, Dachreiter und Giebelfassade, Werksteingliederungen in Sandstein, 1764 von Johann Bader von Sternberg; mit Ausstattung | D-6-74-149-86 Wikidata  | weitere Bilder |
| Hesselrain, Sauhausen, östl. d. Ortes am Weg nach Eichelsdorf (Standort)                     | Bildstock                             | Mit heiliger Dreifaltigkeit, bezeichnet „1747“ | D-6-74-149-144 Wikidata | Bildstock      |
| Hutzelacker; westlich vom Dorf (Standort)                                                    | Bildstock                             | Säule auf gebauchtem Sockel, Aufsatz in Bassgeigenform mit Reliefs des heiligen Wendelin und der Marienkrönung, Sandstein, hochbarock, 1676                                     | D-6-74-149-87 Wikidata  | Bildstock      |
| Leite, ca. 250 m nordwestlich des Ortes am Feldweg zwischen Hutzelacker und Leite (Standort) | Steinkreuz                            | Sandstein, spätmittelalterlich | D-6-74-149-138          | Steinkreuz     |

### Rügheim
| Lage                                                            | Objekt                                                                            | Beschreibung | Akten-Nr.               | Bild           |
| --------------------------------------------------------------- | --------------------------------------------------------------------------------- | --- | ----------------------- | -------------- |
| Nähe Friedhofstraße (Standort)                                  | Friedhof mit Fachwerklauben                                                       | Dreiseitig angeordnete eingeschossige Fachwerkbauten mit Satteldach und Friedhofstor; 18./19. Jahrhundert | D-6-74-149-89 Wikidata  | weitere Bilder |
| Hauptstraße 11 (Standort)                                       | Kommunbrauhaus                                                                    | Giebelständiges Satteldachhaus, zweigeschossiger Südteil mit Fachwerkobergeschoss, erste Hälfte 19. Jahrhundert, in der Substanz mittelalterlich, Nordteil Sandsteinquader und Bruchstein mit Fachwerkgiebel, um 1870 | D-6-74-149-130 Wikidata | weitere Bilder |
| Hauptstraße 11 (Standort)                                       | Reste der Hauptburg des ehemaligen Schlosses im Kommunbrauhaus                    | | D-6-74-149-130 Wikidata | weitere Bilder |
| Hauptstraße 20 (Standort)                                       | Wohnhaus                                                                          | Zweigeschossiges und traufständiges Fachwerkhaus mit Halbwalmdach, bezeichnet „1800“ | D-6-74-149-91 Wikidata  | weitere Bilder |
| Hauptstraße 22 (Standort)                                       | Rathaus                                                                           | Zweigeschossiger und traufständiger Satteldachbau mit Erdgeschosslauben und Fachwerkobergeschoss, modern bezeichnet „1544“                                                                                            | D-6-74-149-104 Wikidata | weitere Bilder |
| Hauptstraße 29 (Standort)                                       | Wohnstallhaus                                                                     | Zweigeschossiger und giebelständiger Fachwerkbau, teilweise massiv, mit Halbwalmdach, zum Teil Schiebeläden, um 1700, Erdgeschoss 1924                                                                                | D-6-74-149-102 Wikidata | weitere Bilder |
| Hauptstraße 34 (Standort)                                       | Bauernhaus                                                                        | Zweigeschossiger und giebelständiger Satteldachbau mit Fachwerkobergeschoss, um 1800 | D-6-74-149-128 Wikidata | weitere Bilder |
| Hauptstraße 35 (Standort)                                       | Wohnhaus                                                                          | Zweigeschossiger und giebelständiger Fachwerkbau mit Satteldach, 17. Jahrhundert, Untergeschoss 1923 | D-6-74-149-100 Wikidata | weitere Bilder |
| Hauptstraße 35 (Standort)                                       | Einfriedung                                                                       | | D-6-74-149-100 Wikidata | weitere Bilder |
| Hauptstraße 37 (Standort)                                       | Wohnhaus                                                                          | Eingeschossiges und giebelständiges Fachwerkhaus mit Halbwalmdach, auf Kellersockel, mit Freitreppe, 1809 | D-6-74-149-99 Wikidata  | weitere Bilder |
| Nähe Hauptstraße (Standort)                                     | Kriegerdenkmal für 1870/71                                                        | Geböschter Pfeiler mit Reliefs und Figurenaufsatz auf Inschriftsockel, errichtet 1899 | D-6-74-149-105 Wikidata | weitere Bilder |
| Nähe Hauptstraße (Standort)                                     | Scheune                                                                           | Traufständiger Satteldachbau in Fachwerk, teilweise versteinert in Sandsteinquadern, 17. Jahrhundert | D-6-74-149-127 Wikidata | weitere Bilder |
| Hofgasse 3 (Standort)                                           | Bauernhaus                                                                        | Eingeschossiges Fachwerkhaus mit Mansardwalmdach und Toreinfahrt, um 1800 | D-6-74-149-98 Wikidata  | weitere Bilder |
| Kahlkopf 4 (Standort)                                           | Bauernhof, Dreiseitanlage                                                         | Zweigeschossiges und giebelständiges Fachwerkhaus auf Sockel mit traufseitiger Erdgeschosslaube und Halbwalmdach und Fußwalm, bezeichnet „1810“                                                                       | D-6-74-149-94 Wikidata  | BW             |
| Kahlkopf 4 (Standort)                                           | Bauernhof, Nebengebäude                                                           | Eingeschossige Fachwerkbauten mit Satteldach, erste Hälfte 19. Jahrhundert | D-6-74-149-94 Wikidata  | weitere Bilder |
| Kahlkopf 9 (Standort)                                           | Bauernhof, Dreiseitanlage                                                         | Eingeschossiges und giebelständiges massives Wohnstallhaus mit Fachwerkgiebel, Halbwalmdach und Laube, 18./19. Jahrhundert, ergänzt 1949                                                                              | D-6-74-149-95 Wikidata  | weitere Bilder |
| Kahlkopf 9 (Standort)                                           | Bauernhof, Nebengebäude                                                           | Fachwerkscheunen auf Sandsteinquadersockel mit Satteldächer, und massives Stallgebäude mit Satteldach, 19. Jahrhundert                                                                                                | D-6-74-149-95 Wikidata  | weitere Bilder |
| Kurzgasse 1 (Standort)                                          | Wohnhaus                                                                          | Zweigeschossiges Satteldachhaus in Ecklage, mit Fachwerkobergeschoss, 1689, Erdgeschoss in Klinker, wohl 19. Jahrhundert, nach Nordwesten Erweiterungsbau mit Fachwerkobergeschoss                                    | D-6-74-149-97 Wikidata  | weitere Bilder |
| Kurzgasse 2 (Standort)                                          | Wohnhaus                                                                          | Zweigeschossiges und giebelständiges Fachwerkhaus mit Halbwalmdach, 1769 | D-6-74-149-101 Wikidata | Wohnhaus       |
| Kurzgasse 8 (Standort)                                          | Wohnhaus                                                                          | Breitgelagerter zweigeschossiger Fachwerkbau mit Mansardwalmdach, bezeichnet „1792“, Haustür bezeichnet „1815“ | D-6-74-149-96 Wikidata  | weitere Bilder |
| Lange Pfalzgasse 1 (Standort)                                   | Ehemaliges Schulhaus                                                              | Zweigeschossiger und traufständiger Satteldachbau mit Lisenenrahmung, Sandsteinquader, bezeichnet „1872“ | D-6-74-149-132 Wikidata | weitere Bilder |
| Lange Pfalzgasse 3 (Standort)                                   | Sogenannter Schüttbau, ehemaliges Zehnthaus                                       | Zweigeschossiger Massivbau mit Treppenturm, steilem Walmdach und Werksteinportalen in Sandstein, Renaissance, 16./17. Jahrhundert                                                                                     | D-6-74-149-90 Wikidata  | weitere Bilder |
| Lange Pfalzgasse 15 (Standort)                                  | Ehemaliges Wohnstallhaus                                                          | Eingeschossiger und giebelständiger Fachwerkbau mit Satteldach und rückwärtigem Laubenanbau in Fachwerk, 18./19. Jahrhundert                                                                                          | D-6-74-149-93 Wikidata  | weitere Bilder |
| Lange Pfalzgasse 22 (Standort)                                  | Vierseithof, Wohnhaus                                                             | Zweigeschossiger und traufständiger Fachwerkbau mit Laube und Satteldach, bezeichnet „1732“ | D-6-74-149-92 Wikidata  | weitere Bilder |
| Lange Pfalzgasse 22 (Standort)                                  | Vierseithof, Nebengebäude                                                         | Mit Schweinestall, Scheune und Laube, zweigeschossige Fachwerkbauten, teilweise versteinert, mit Sattel- und Mansardwalmdach, erste Hälfte 19. Jahrhundert                                                            | D-6-74-149-92 Wikidata  | weitere Bilder |
| Lange Pfalzgasse 22 (Standort)                                  | Vierseithof, Hoftor                                                               | Pfeiler mit profilierten Kämpferplatten und Gebälk, Vasenaufsätze, Sandstein, klassizistisch, bezeichnet „1812“ | D-6-74-149-92 Wikidata  | weitere Bilder |
| Nähe Pfarrgasse (Standort)                                      | Evangelisch-lutherische Pfarrkirche                                               | Marienkirche, Saalbau mit Satteldach und Chorturm mit Zwiebelhaube, Ende 15. Jahrhundert, Veränderungen im 18. Jahrhundert, 1866 restauriert; mit Ausstattung                                                         | D-6-74-149-88 Wikidata  | weitere Bilder |
| Nähe Pfarrgasse, an der südlichen Langhauswand außen (Standort) | Grabsteine                                                                        | Barocke Epitaphien, Sandstein, 17./18. Jahrhundert | D-6-74-149-88 Wikidata  | weitere Bilder |
| Pfarrgasse 5 (Standort)                                         | Fußgängerpforte                                                                   | Pfosten mit geradem Profilgebälk und Vasenaufsätzen, bezeichnet „1855“ | D-6-74-149-103 Wikidata | weitere Bilder |
| Nähe Schloßgasse (Standort)                                     | Altes Schloss, südwestliche Umfassungsmauer und Teile der ehemaligen Hauptgebäude | Bruchsteinmauerwerk, mittelalterlich | D-6-74-149-126 Wikidata | weitere Bilder |
| Schloßgasse 1 (Standort)                                        | Altes Schloss, ehemaliges Hauptgebäude                                            | Keller mit Teilen des aufgehendem Mauerwerks, 16. Jahrhundert | D-6-74-149-129 Wikidata | weitere Bilder |
| Schloßgasse 1 (Standort)                                        | Altes Schloss, Ostgebäude                                                         | Satteldachbau mit Apsis, Teil des ehem. Schlosses, spätgotisch, bezeichnet „1557“ | D-6-74-149-129 Wikidata | weitere Bilder |
| Schloßgasse 1 (Standort)                                        | Altes Schloss, Umfassungsmauern                                                   | 16. Jahrhundert | D-6-74-149-129 Wikidata | weitere Bilder |

### Schloßmühle
| Lage                     | Objekt                     | Beschreibung | Akten-Nr.               | Bild           |
| ------------------------ | -------------------------- | --- | ----------------------- | -------------- |
| Schloßmühle 1 (Standort) | Schlossmühle               | Eingeschossiges Müllerhaus mit hohem Satteldach und Zierfachwerkgiebel, Erdgeschoss teilweise Sandsteinquader, um 1700 | D-6-74-149-131 Wikidata | weitere Bilder |
| Schloßmühle 1 (Standort) | Schlossmühle, Nebengebäude | Um einen Hof angeordnete Bautengruppe, im Norden eingeschossiger Stall in Sandsteinquader mit Satteldach, im Osten Fachwerkscheune mit hoher Einfahrt und Satteldach, im Nordwesten eingeschossiger Stallbau mit Satteldach, teilweise Fachwerk und Holzremise, im Südwesten Massivscheune mit Fachwerkgiebel und Satteldach, Mitte 19. Jahrhundert | D-6-74-149-131 Wikidata | weitere Bilder |

### Sulzbach
| Lage                  | Objekt                                                     | Beschreibung | Akten-Nr.               | Bild           |
| --------------------- | ---------------------------------------------------------- | --- | ----------------------- | -------------- |
| Sulzbach 3 (Standort) | Bauernhof, Dreiseitanlage, Wohnhaus                        | Zweigeschossiges und giebelständiges Fachwerkhaus mit Halbwalmdach, 1833 | D-6-74-149-106 Wikidata | weitere Bilder |
| Sulzbach 3 (Standort) | Bauernhof, Dreiseitanlage, Nebengebäude, um Hof angeordnet | Sandsteinscheune mit Fachwerkgiebel (Nordseite), nördlich dahinter Sandsteinscheune mit Fachwerkgiebel, Ostflügel (Stallgebäude)weitgehend erneuert, Teile der Außenmauer in Sandsteinquader erhalten, westlich außerhalb des Hofes überdachte Remise mit Fachwerkgiebel und Scheune aus Sandstein mit Satteldach, um 1850. | D-6-74-149-106 Wikidata | weitere Bilder |

## Ehemalige Baudenkmäler
In diesem Abschnitt sind Objekte aufgeführt, die früher einmal in der Denkmalliste eingetragen waren, jetzt aber nicht mehr. Objekte, die in anderem Zusammenhang – also z. B. als Teil eines Baudenkmals – weiter eingetragen sind, sollen hier nicht aufgeführt werden. Aktennummern in diesem Abschnitt sind ehemalige, jetzt nicht mehr gültige Aktennummern.

| Lage                                  | Objekt   | Beschreibung | Akten-Nr.              | Bild     |
| ------------------------------------- | -------- | --- | ---------------------- | -------- |
| Goßmannsdorf Dorfstraße 52 (Standort) | Wohnhaus | Ehemals Goßmannsdorfer Hauptstraße 7; eingeschossiger Halbwalmdachbau mit Zierfachwerkgiebel, wohl 17. Jahrhundert | D-6-74-149-45 Wikidata | Wohnhaus |

## Abgegangene Baudenkmäler
In diesem Abschnitt sind Objekte aufgeführt, die früher einmal in der Denkmalliste eingetragen waren, jetzt aber nicht mehr existieren, z. B. weil sie abgebrochen wurden. Aktennummern in diesem Abschnitt sind ehemalige, jetzt nicht mehr gültige Aktennummern.

| Lage                                     | Objekt    | Beschreibung                                                                       | Akten-Nr.              | Bild |
| ---------------------------------------- | --------- | ---------------------------------------------------------------------------------- | ---------------------- | ---- |
| Hofheim Landgerichtsstraße 14 (Standort) | Hausfigur | Stehende bekrönte Muttergottes mit dem Jesuskind im Strahlenkranz, 18. Jahrhundert | D-6-74-149-17 Wikidata | BW   |